# Agnes Baltsa
Agnes Baltsa (Aγνή Mπάλτσα; Leucade, 19 novembre 1944) è un mezzosoprano greco.

## Biografia
Iniziò lo studio del pianoforte all'età di sei anni, prima di trasferirsi ad Atene nel 1958 per studiare canto. Diplomatasi al conservatorio di Atene nel 1965, si trasferì a Monaco di Baviera per perfezionarsi con Maria Callas.
Debuttò nel 1968 come Cherubino ne Le nozze di Figaro all'Opera di Francoforte, prima di esordire nel 1970 come Bastiano in Bastiano e Bastiana al Festival di Salisburgo e come Octavian ne Il cavaliere della rosa alla Wiener Staatsoper.
Sotto la guida di Herbert von Karajan, fu assai presente sulle scene del festival di Salisburgo a partire dal 1976, quando venne scelta per cantare nella Nona sinfonia di Beethoven con i Berliner Philharmoniker. Divenne molto nota in particolare per l'interpretazione di Carmen.
Nel 1980 fu nominata Kammersängerin dell'Opera di Vienna, dove al 2013 aveva totalizzato 450 recite.
Agnes Baltsa è sposata con il basso Günter Missenhardt.

## Discografia
| Anno | Titolo Ruolo                                   | Cast                                                              | Direttore           | Casa                |
| ---- | ---------------------------------------------- | ----------------------------------------------------------------- | ------------------- | ------------------- |
| 1975 | Requiem, Messa dell'incoronazione Mezzosoprano | Anna Tomowa-Sintow, Werner Krenn, José van Dam                    | Herbert von Karajan | Deutsche Grammophon |
| 1976 | Mitridate, re di Ponto Farnace                 | Werner Hollweg, Edita Gruberová, Ileana Cotrubaș                  | Leopold Hager       | Philips             |
| 1976 | Sinfonia n. 9 (Beethoven) Mezzosoprano         | Peter Schreier, Anna Tomowa-Sintow, José van Dam                  | Herbert von Karajan | Deutsche Grammophon |
| 1977 | Salomè Herodias                                | Hildegard Behrens, José van Dam, Karl Walter Böhm                 | Herbert von Karajan | EMI                 |
| 1978 | Don Carlo Principessa d'Eboli                  | José Carreras, Mirella Freni, Nicolaj Ghiaurov                    | Herbert von Karajan | EMI                 |
| 1979 | Aida Amneris                                   | Mirella Freni, José Carreras, Piero Cappuccilli, Ruggero Raimondi | Herbert von Karajan | EMI                 |
| 1980 | Ascanio in Alba Ascanio                        | Edith Mathis, Lilian Sukis, Peter Schreier                        | Leopold Hager       | Philips             |
| 1981 | Orfeo ed Euridice Orfeo                        | Margaret Marshall, Edita Gruberova                                | Riccardo Muti       | EMI                 |
|      | Therèse                                        | Francisco Araiza, Georges Fortune, Giancarlo Luccardi             | Gerd Albrecht       | Orfeo               |
|      | La Gioconda Laura Adorno                       | Montserrat Caballé, Luciano Pavarotti, Sherrill Milnes            | Bruno Bartoletti    | Decca Records       |
|      | Il campanello Serafina                         | Enzo Dara, Angelo Romero, Bianca Maria Casoni                     | Gary Bertini        | Sony Classical      |
| 1982 | Der Rosenkavalier Octavian                     | Anna Tomowa-Sintow, Janet Perry, Kurt Moll                        | Herbert von Karajan | Deutsche Grammophon |
| 1982 | Il barbiere di Siviglia Rosina                 | Francisco Araiza, Thomas Allen, Domenico Trimarchi                | Neville Marriner    | Decca               |
|      | Carmen                                         | José Carreras, Katia Ricciarelli, José van Dam                    | Herbert von Karajan | Deutsche Grammophon |
| 1983 | Idomeneo Re di Creta Idamante                  | Luciano Pavarotti, Lucia Poppová, Edita Gruberova                 | John Pritchard      | Decca               |
| 1983 | Sinfonia n. 9 (Beethoven) Mezzosoprano         | Janet Perry, Vinson Cole, José van Dam                            | Herbert von Karajan | Deutsche Grammophon |
| 1984 | Messa di Requiem (Verdi) Mezzosoprano          | Anna Tomowa-Sintow, José Carreras, José van Dam                   | Herbert von Karajan | Deutsche Grammophon |
| 1985 | Don Giovanni Donna Elvira                      | Samuel Ramey, Anna Tomowa-Sintow, Kathleen Battle                 | Herbert von Karajan | Deutsche Grammophon |
|      | Le nozze di Figaro Cherubino                   | José van Dam, Ruggero Raimondi, Barbara Hendricks                 | Neville Marriner    | Philips             |
| 1986 | Die Fledermaus Orlofsky                        | Peter Seiffert, Lucia Popp, Eva Lind                              | Plácido Domingo     | EMI                 |
|      | Ariadne auf Naxos Der Komponist                | Anna Tomowa-Sintow, Gary Lakes, Kathleen Battle, Hermann Prey     | James Levine        | Deutsche Grammophon |
| 1987 | La Cenerentola Angelina                        | Francisco Araiza, Ruggero Raimondi, Simone Alaimo                 | Neville Marriner    | Decca               |
|      | L'italiana in Algeri Isabella                  | Ruggero Raimondi, Frank Lopardo, Enzo Dara                        | Claudio Abbado      | Deutsche Grammophon |
| 1988 | Tannhäuser Venus                               | Placido Domingo, Cheryl Studer, Andreas Schmidt                   | Giuseppe Sinopoli   | Deutsche Grammophon |
| 1989 | Maria Stuarda Elisabetta I                     | Edita Gruberova, Francisco Araiza, Francesco Ellero d'Artegna     | Giuseppe Patanè     | Philips             |
| 1989 | Cavalleria rusticana Santuzza                  | Plácido Domingo, Juan Pons, Susanne Mentzer                       | Giuseppe Sinopoli   | Deutsche Grammophon |
|      | Samson et Dalila Dalila                        | José Carreras, Jonathan Summers, Simon Estes                      | Colin Davis         | Philips             |

## DVD e BLU-RAY
- Bizet, Carmen - Levine/Carreras/Ramey, 1989 Deutsche Grammophon
- Bruckner, Sinf. n. 8, 9/Te Deum - Karajan/Tomowa/Rendall, 1978 Deutsche Grammophon
- Mozart: Così fan tutte (Zurich Opera, 2000) - Cecilia Bartoli/Agnes Baltsa/Nikolaus Harnoncourt, Arthaus Musik/Naxos

## Repertorio
| Ruolo               | Titolo                   | Autore           |
| ------------------- | ------------------------ | ---------------- |
| Romeo Montecchi     | I Capuleti e i Montecchi | Bellini          |
| Adalgisa            | Norma                    | Bellini          |
| Dido                | Les Troyens              | Berlioz          |
| Carmen              | Carmen                   | Bizet            |
| Elisabetta I        | Maria Stuarda            | Donizetti        |
| Serafina            | Il campanello            | Donizetti        |
| Leonora di Guzman   | La favorita              | Donizetti        |
| Fedora              | Fedora                   | Giordano         |
| Orfeo               | Orfeo ed Euridice        | Gluck            |
| Kostelnicka         | Jenůfa                   | Janáček          |
| Santuzza            | Cavalleria rusticana     | Mascagni         |
| Charlotte           | Werther                  | Massenet         |
| Hérodiade           | Hérodiade                | Massenet         |
| Thérèse             | Thérèse                  | Massenet         |
| Bianca              | Il giuramento            | Mercadante       |
| Fidès               | Le prophète              | Meyerbeer        |
| Bastien             | Bastien und Bastienne    | Mozart           |
| Farnace             | Mitridate, re di Ponto   | Mozart           |
| Ascanio             | Ascanio in Alba          | Mozart           |
| Idamante            | Idomeneo                 | Mozart           |
| Cherubino           | Le nozze di Figaro       | Mozart           |
| Donna Elvira        | Don Giovanni             | Mozart           |
| Despina Dorabella   | Così fan tutte           | Mozart           |
| Dritte Dame         | Die Zauberflöte          | Mozart           |
| Giulietta           | Les contes d'Hoffmann    | Offenbach        |
| Laura Adorno        | La Gioconda              | Ponchielli       |
| Isabella            | L'italiana in Algeri     | Rossini          |
| Rosina              | Il barbiere di Siviglia  | Rossini          |
| Angelina            | La Cenerentola           | Rossini          |
| Dalila              | Samson et Dalila         | Saint-Saëns      |
| Principe Orlofsky   | Die Fledermaus           | Strauss, Johann  |
| Herodias            | Salome                   | Strauss, Richard |
| Klytämnestra        | Elektra                  | Strauss, Richard |
| Octavian            | Der Rosenkavalier        | Strauss, Richard |
| Der Komponist       | Ariadne auf Naxos        | Strauss, Richard |
| Maddalena           | Rigoletto                | Verdi            |
| Azucena             | Il trovatore             | Verdi            |
| Preziosilla         | La forza del destino     | Verdi            |
| Principessa d'Eboli | Don Carlo                | Verdi            |
| Amneris             | Aida                     | Verdi            |
| Venus               | Tannhäuser               | Wagner           |
| Kundry              | Parsifal                 | Wagner           |